# Granite City
Granite City is een plaats (city) in de Amerikaanse staat Illinois, en valt bestuurlijk gezien onder Madison County.

## Demografie
Bij de volkstelling in 2000 werd het aantal inwoners vastgesteld op 31.301. In 2006 is het aantal inwoners door het United States Census Bureau geschat op 30.593, een daling van 708 (-2,3%).

## Geografie
Volgens het United States Census Bureau beslaat de plaats een oppervlakte van 44,5 km², waarvan 43,2 km² land en 1,3 km² water. Granite City ligt op ongeveer 126 m boven zeeniveau.

## Economie
U.S. Steel heeft een grote staalfabriek in Granite City. Hier werken ruim 2000 mensen. De in 1895 geopende fabriek zorgt al jaren voor juridische problemen vanwege de luchtvervuiling die ze veroorzaakt.

## Plaatsen in de nabije omgeving
De onderstaande figuur toont nabijgelegen plaatsen in een straal van 8 km rond Granite City.

## Geboren
- Andrew Goodpaster (1915-2005), generaal